# Dumitru Radu Popescu

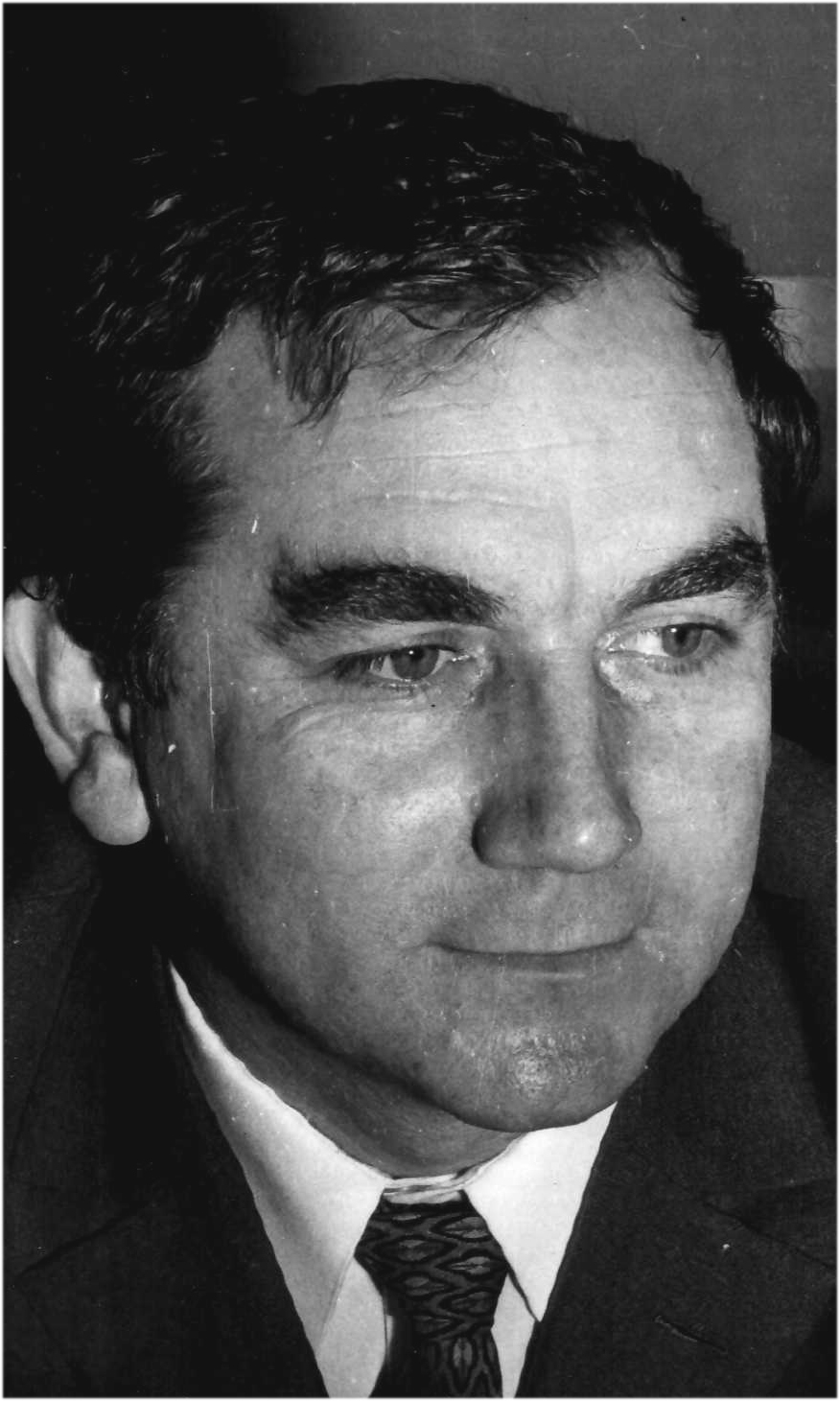

Dumitru Radu Popescu (n. 19 august 1935, Păușa, România – d. 2 ianuarie 2023, București, România) a fost un scriitor, prozator, dramaturg, scenarist de film, membru titular al Academiei Române. Dumitru Radu Popescu a fost membru supleant în CC al PCR din 1968 și deputat în Marea Adunare Națională din 1975.
Romanele sale au fost comparate cu cele din cadrul curentului numit realism magic latino-american, prezentând similitudini, până la un punct, cu romanele lui Italo Calvino. Este unul dintre dramaturgii contemporani români extrem de apreciați. Capodoperele sale dramaturgice sunt Pasărea Shakespeare, Acești îngeri triști și Piticul din grădina de vară.

## Studii
- Institutul de Medicină și Farmacie din Cluj - abandonat în anul al III-lea de studiu
- Facultatea de Filosofie a Universității Victor Babeș din Cluj

## Funcții deținute de-a lungul carierei
- 1956 - 1969 – redactor la revista „Steaua” din Cluj
- 1969 - 1982 – redactor-șef al revistei „Tribuna” din Cluj
- 1982 – redactor-șef al revistei „Contemporanul”
- 1969 - 1989 – membru al Comitetului Central al Partidului Comunist Român (CC al PCR)
- 1982 - 1990 – președinte al Uniunii Scriitorilor din Republica Socialistă România
- 2006 - 2023 – director general al Editurii Academiei Române și vicepreședinte al Consiliului științific editorial

## Opera (selectiv)

### Volume de proză
- Fuga - 1958
- Fata de la miazăzi - 1964
- Somnul pământului - 1965
- Dor (povestiri) - 1966
- Umbrela de soare - 1967
- Prea mic pentru un război așa de mare - 1969
- Duios Anastasia trecea - 1967
- Ploaia albă - 1971
- Căruța cu mere - 1974
- Leul albastru - 1981
- Galaxia Grama - 1984
- Truman Capote și Nicolae Țic - 1995
- Complexul Ofeliei, (eseuri) - 1998
- Actori la curtea prințului Hamlet (publicistică) - 1999
- Dudul lui Shakespeare (publicistică) - 2000
- Pușca lui Caragiale - 2003
- Săptămâna cu 1001 de nopți - 2004
- Ștefan cel Mare - 2005
- Un elefant se legăna pe o pânză de păianjen - 2007
- Diavolul aproximativ sau ora de metafizică - 2008
- Epistola către englezi - 2009
- Opere, I, ș. u. - 2010 ș. u.

### Romane
- Zilele săptămânii - 1959
- Vara oltenilor - 1964
- F - 1969
- Vânătoarea regală - 1973
- Cei doi din dreptul Țebei - 1973
- O bere pentru calul meu - 1974
- Ploile de dincolo de vreme - 1976
- Împăratul norilor – 1976
- Viața și opera lui Tiron B. I. Iepurele șchiop - 1980
- Viața și opera lui Tiron B. II. Podul de gheață - 1982
- Orașul îngerilor - 1985
- Dumnezeu în bucătărie - 1994
- Paolo și Francesca și al treisprezecelea apostol - 1998
- Săptămâna de miere - 1999
- Falca lui Cain - 2001
- Cucul de fier sau grădarea raiului - 2004
- Nopțile săptămânii - 2005
- Întoarcerea tatălui risipitor - 2008
- Pastorul sașilor - 2010

### Piese de teatru
- Mama (debut ca damaturg) - 1960
- Vara imposibilei iubiri - 1966
- Vis - 1968
- Cezar, măscăriciul piraților - 1968
- Acești îngeri triști- 1969
- Pisica în noaptea Anului Nou - 1971
- Pasărea Shakespeare - 1973
- Muntele - 1977
- Studiu osteologic asupra scheletului unui cal dintr-un mormânt avar din Transilvania - 1979
- Rezervația de pelicani - 1983
- Paznicul de la depozitul de nisip - 1984
- Piticul din grădina de vară - 1973
- Moara de pulbere - 1988
- Dalbul pribeag
- Mormântul călărețului avar
- Moara de pulbere
- Mireasa cu gene false
- O batistă în Dunăre[11]
- Rugăciune pentru un disk-jockey
- Domnul Fluture și doamna Fluture sau Paradisul - 2006

### Scenarii de film
- Un surîs în plină vară (1964)
- La porțile pămîntului (1966)
- Balul de sîmbătă seara (1968) - în colaborare cu Geo Saizescu
- Prea mic pentru un război atît de mare (1970)
- Păcală (1974) - în colaborare cu Geo Saizescu
- Duios Anastasia trecea (1980)
- Mireasa din tren (1980)
- Căruța cu mere (1983)
- Fructe de pădure (1983)
- Nelu (1988)
- Rochia albă de dantelă (1989)
- Triunghiul morții (1999) - dialoguri, în colaborare cu Sergiu Nicolaescu
- Turnul din Pisa (2002)
- „15” (2005)

### Poeme
- Câinele de fosfor - 1981

### Eseuri
- Virgule (eseu) - 1978

## Premii și distincții
- Premiul Cinematografiei pentru cel mai bun scenariu (1964)
- Premiul Uniunii Scriitorilor din România (1964, 1969, 1974, 1977, 1980)
- Premiul Academiei Române (1970)
- Ordinul „Meritul Cultural” clasa a II-a (4 mai 1971) „cu prilejul aniversării a 50 de ani de la constituirea Partidului Comunist Român, [...] pentru merite deosebite în opera de construire a socialismului”[12]
- Ordinul „Meritul Cultural” clasa a II-a (7 mai 1981) „pentru rezultatele obținute în îndeplinirea cincinalului 1976–1980, pentru contribuția deosebită adusă la înfăptuirea politicii Partidului Comunist Român de făurire a societății socialiste multilateral dezvoltate în patria noastră, cu prilejul aniversării a 60 de ani de la făurirea Partidului Comunist Român”[13]

## Afilieri
- Din anul 1997 este ales membru corespondent al Academiei Române, devenind în anul 2006 membru titular.